# Meridià 138 a l'est
El meridià 138 a l'est de Greenwich és una línia de longitud que s'estén des del pol Nord travessant l'oceà Àrtic, Àsia, l'oceà Índic, l'oceà Antàrtic, Austràlia i l'Antàrtida fins al pol Sud.

A Austràlia el meridià defineix aproximadament la frontera entre el Territori del Nord i Queensland.

El meridià 138 a l'est forma un cercle màxim amb el meridià 42 a l'oest. Com tots els altres meridians, la seva longitud correspon a una semicircumferència terrestre, uns 20.003,932 km. Al nivell de l'Equador, és a una distància del meridià de Greenwich de 15.362 km.
A Austràlia, la frontera entre el Territori del Nord i Queensland és aproximadament el meridià. La frontera corre pel nord de Poeppel Corner a uns 359° 59' 30", arribant al Golf de Carpentària alguns centenars de metres a l'oest del meridià.

## De Pol a Pol
Començant en el pol Nord i dirigint-se cap al pol Sud, aquest meridià travessa:
| Coordenades                               | País, territori o mar | Notes |
| ----------------------------------------- | --------------------- | --- |
| 90° 0′ N, 138° 0′ E / 90.000°N,138.000°E  | Oceà Àrtic            | |
| 76° 0′ N, 138° 0′ E / 76.000°N,138.000°E  | Rússia                | Sakhà — Illa Kotelni, illes de Nova Sibèria |
| 74° 51′ N, 138° 0′ E / 74.850°N,138.000°E | Mar de Làptev         | |
| 71° 33′ N, 138° 0′ E / 71.550°N,138.000°E | Rússia                | Sakhà — Illa de Iarok i el continent Krai de Khabàrovsk — des de 59° 49′ N, 138° 0′ E / 59.817°N,138.000°E |
| 56° 23′ N, 138° 0′ E / 56.383°N,138.000°E | Mar d'Okhotsk         | |
| 55° 5′ N, 138° 0′ E / 55.083°N,138.000°E  | Rússia                | Krai de Khabàrovsk — Illa Bolxoi Xantar |
| 54° 46′ N, 138° 0′ E / 54.767°N,138.000°E | Mar d'Okhotsk         | |
| 53° 37′ N, 138° 0′ E / 53.617°N,138.000°E | Rússia                | Krai de Khabàrovsk Krai de Primórie — des de 48° 18′ N, 138° 0′ E / 48.300°N,138.000°E Krai de Khabàrovsk — des de 47° 41′ N, 138° 0′ E / 47.683°N,138.000°E Krai de Primórie — des de 47° 38′ N, 138° 0′ E / 47.633°N,138.000°E Krai de Khabàrovsk — des de 47° 36′ N, 138° 0′ E / 47.600°N,138.000°E Krai de Primórie — des de 47° 28′ N, 138° 0′ E / 47.467°N,138.000°E |
| 46° 8′ N, 138° 0′ E / 46.133°N,138.000°E  | Mar del Japó          | Passa a l'oest de l'illa Sado, Prefectura de Niigata, Japó (a 37° 49′ N, 138° 12′ E / 37.817°N,138.200°E) |
| 37° 7′ N, 138° 0′ E / 37.117°N,138.000°E  | Japó                  | Illa de Honshū — Prefectura de Niigata — Prefectura de Nagano — des de 36° 54′ N, 138° 0′ E / 36.900°N,138.000°E (passa a l'est de la ciutat de Matsumoto) — Prefectura de Shizuoka — des de 35° 17′ N, 138° 0′ E / 35.283°N,138.000°E (passa a través de Kakegawa) |
| 34° 40′ N, 138° 0′ E / 34.667°N,138.000°E | Oceà Pacífic          | Passa a l'oest de l'illa de Yap, Micronèsia (a 9° 27′ N, 138° 3′ E / 9.450°N,138.050°E) |
| 1° 33′ S, 138° 0′ E / 1.550°S,138.000°E   | Indonèsia             | Illa de Nova Guinea |
| 5° 29′ S, 138° 0′ E / 5.483°S,138.000°E   | Mar d'Arafura         | |
| 7° 43′ S, 138° 0′ E / 7.717°S,138.000°E   | Indonèsia             | Illa de Yos Sudarso |
| 8° 24′ S, 138° 0′ E / 8.400°S,138.000°E   | Mar d'Arafura         | |
| 12° 1′ S, 138° 0′ E / 12.017°S,138.000°E  | Golf de Carpentària   | |
| 16° 33′ S, 138° 0′ E / 16.550°S,138.000°E | Austràlia             | Frontera Territori del Nord / Queensland (aproximadament) Austràlia Meridional — des de 26° 0′ S, 138° 0′ E / 26.000°S,138.000°E |
| 34° 21′ S, 138° 0′ E / 34.350°S,138.000°E | Golf de Saint Vincent | |
| 35° 44′ S, 138° 0′ E / 35.733°S,138.000°E | Austràlia             | Austràlia Meridional — Illa Kangaroo |
| 35° 54′ S, 138° 0′ E / 35.900°S,138.000°E | Oceà Índic            | Les autoritats Austràlianes consideren això com a part de l'oceà Antàrtic[4][5] |
| 60° 0′ S, 138° 0′ E / 60.000°S,138.000°E  | Oceà Antàrtic         | |
| 66° 29′ S, 138° 0′ E / 66.483°S,138.000°E | Antàrtida             | Terra Adèlia, reclamat per França |